# Euro Summer Tour 2022
A Euro Summer Tour 2022 foi uma turnê promocional da cantora e compositora brasileira Anitta para promover seu então mais recente álbum de estúdio, Versions of Me (2022). A pequena turnê passou exclusivamente pelo continente europeu, passando pelos principais festivais de música da Europa. Anitta começou a série de 
shows na Espanha e finalizou com um super concerto em Portugal.

## Repertório
1. "Onda Diferente"
2. "Me Gusta"
3. "Contatinho"
4. "Some Que Ele Vem Atrás" / "Loka" / "Romance com Safadeza"
5. "Desce pro Play (Pa, Pa, Pa)"
6. "Gata"
7. "Sua Cara" / "Sin Miedo" / "Machika"
8. "Mon Soleil" / "Envolver"
9. "Terremoto"
10. "Garota de Ipanema" / "Girl from Rio"
11. "Boys Don't Cry"
12. "Rave de Favela"
13. "La Mamá de La Mamá (Remix)"
14. "No Chão Novinha"
15. "Vai Malandra"
16. "Que Rabão"
17. "Modo Turbo"
18. "Combatchy"
19. "Favela Chegou"
20. "Movimento da Sanfoninha"
21. "Dançarina"
22. "Bola Rebola"
23. "Show das Poderosas"

## Datas
| Data                   | Cidade            | País          | Local                     |
| ---------------------- | ----------------- | ------------- | ------------------------- |
| 21 de junho de 2022    | Ibiza             | Espanha       | Pacha Club                |
| 25 de junho de 2022[A] | Dublin            | Irlanda       | Museu Nacional da Irlanda |
| 27 de junho de 2022[B] | Lisboa            | Portugal      | Parque Bela Vista         |
| 29 de junho de 2022[C] | Roskilde          | Dinamarca     | Roskilde Dyrskueplads     |
| 01 de julho de 2022[D] | Estocolmo         | Suécia        | Gärdet                    |
| 02 de julho de 2022[E] | Haia              | Países Baixos | ZuiderPar                 |
| 04 de julho de 2022[F] | Montreux          | Suíça         | Montreux Jazz Lab         |
| 13 de julho de 2022[G] | Assago            | Itália        | Vale MilanoFiori          |
| 15 de julho de 2022[H] | Berna             | Suiça         | Gurten                    |
| 16 de julho de 2022[I] | Paris             | França        | Hipódromo de Longchamp    |
| 17 de julho de 2022[J] | Vila Nova de Gaia | Portugal      | Parque Eco do Cabedelo    |

Canceladas
| Data                   | Cidade | País    | Local       |
| ---------------------- | ------ | ------- | ----------- |
| 10 de julho de 2022[K] | Gdansk | Polónia | Plaza Stogi |

- A Parte do "Mother Pride Block Party"
- B Parte do "Rock in Rio Lisboa"
- C Parte do "Roskilde Festival"
- D Parte do "Lollapalooza Estocolmo"
- E Parte do "PalMundo Festival"
- F Parte do "Montreux Jazz Festival"
- G Parte do "Milano Latin Festival"
- H Parte do "Gurtenfestival"
- I Parte do "Lollapalooza Paris"
- J Parte do festival "MEO Marés Vivas"
- K Parte do "Trapeton Summer Bash"